# Thieuloy-Saint-Antoine
Thieuloy-Saint-Antoine és un municipi francès, situat al departament de l'Oise i a la regió dels Alts de França. L'any 2007 tenia 336 habitants.

## Demografia

### Població
El 2007 la població de fet de Thieuloy-Saint-Antoine era de 336 persones. Hi havia 120 famílies de les quals 24 eren unipersonals (4 homes vivint sols i 20 dones vivint soles), 28 parelles sense fills, 44 parelles amb fills i 24 famílies monoparentals amb fills.
La població ha evolucionat segons el següent gràfic:
Habitants censats

### Habitatges
El 2007 hi havia 130 habitatges, 122 eren l'habitatge principal de la família, 5 eren segones residències i 3 estaven desocupats. 127 eren cases i 1 era un apartament. Dels 122 habitatges principals, 81 estaven ocupats pels seus propietaris, 40 estaven llogats i ocupats pels llogaters i 1 estava cedit a títol gratuït; 1 tenia una cambra, 3 en tenien dues, 26 en tenien tres, 41 en tenien quatre i 51 en tenien cinc o més. 86 habitatges disposaven pel capbaix d'una plaça de pàrquing. A 55 habitatges hi havia un automòbil i a 57 n'hi havia dos o més.

### Piràmide de població
La piràmide de població per edats i sexe el 2009 era:
| Homes | Edats   | Dones |
| ----- | ------- | ----- |
| 0     | 95 o +  | 0     |
| 0     | 90 a 94 | 0     |
| 4     | 85 a 89 | 0     |
| 0     | 80 a 84 | 0     |
| 0     | 75 a 79 | 8     |
| 4     | 70 a 74 | 4     |
| 4     | 65 a 69 | 0     |
| 4     | 60 a 64 | 0     |
| 4     | 55 a 59 | 0     |
| 16    | 50 a 54 | 16    |
| 12    | 45 a 49 | 24    |
| 24    | 40 a 44 | 8     |
| 12    | 35 a 39 | 24    |
| 8     | 30 a 34 | 0     |
| 12    | 25 a 29 | 12    |
| 4     | 20 a 24 | 12    |
| 24    | 15 a 19 | 32    |
| 28    | 10 a 14 | 20    |
| 20    | 5 a 9   | 0     |
| 12    | 0 a 4   | 0     |

## Economia
El 2007 la població en edat de treballar era de 237 persones, 177 eren actives i 60 eren inactives. De les 177 persones actives 151 estaven ocupades (90 homes i 61 dones) i 26 estaven aturades (13 homes i 13 dones). De les 60 persones inactives 16 estaven jubilades, 16 estaven estudiant i 28 estaven classificades com a «altres inactius».

### Ingressos
El 2009 a Thieuloy-Saint-Antoine hi havia 123 unitats fiscals que integraven 344,5 persones, la mediana anual d'ingressos fiscals per persona era de 16.440 €.

### Activitats econòmiques
Dels 20 establiments que hi havia el 2007, 1 era d'una empresa de fabricació de material elèctric, 4 d'empreses de fabricació d'altres productes industrials, 5 d'empreses de construcció, 5 d'empreses de comerç i reparació d'automòbils, 1 d'una empresa financera, 1 d'una empresa immobiliària i 3 d'empreses de serveis.
Dels 5 establiments de servei als particulars que hi havia el 2009, 1 era un taller de reparació d'automòbils i de material agrícola i 4 fusteries.
Dels 2 establiments comercials que hi havia el 2009, 1 era una sabateria i 1 una botiga de mobles.

## Equipaments sanitaris i escolars
El 2009 hi havia una escola elemental integrada dins d'un grup escolar amb les comunes properes formant una escola dispersa.

## Poblacions més properes
El següent diagrama mostra les poblacions més properes.